# Walter McFarland
Walter McFarland (* 1945; † 15. August 2014) war ein nordirischer Fußballspieler und -trainer sowie Judoka.

## Sportlicher Werdegang
McFarland spielte in den 1960er und 1970er Jahren für den Crusaders FC in der Irish League. Mit dem Klub gewann er 1973 erstmals in der Vereinsgeschichte den Meistertitel, drei Jahre später wiederholte er mit der Mannschaft den Erfolg. Zudem gewann er 1967 und 1968 jeweils den Irish Cup. Nach dem Ende seiner aktiven Laufbahn übernahm er das Traineramt beim Klub, später betreute er zudem die Ballyclare Comrades. 
McFarland nahm als einer der wenigen nordirischen Judoka an internationalen Wettkämpfen teil, dabei gewann er 2001 im Seniorenbereich den Titel als World Masters Champion.